# Gordonstoun
La Gordonstoun School è una scuola coeducativa indipendente situata a Elgin, nella regione scozzese della Moray. Fu fondata nel 1934 da un educatore ebreo tedesco, Kurt Martin Hahn, ex dirigente del collegio di Salem nel Baden-Württemberg, che era fuggito dalla persecuzione nazista.
Porta il nome della tenuta di 61 ettari che un tempo apparteneva a Robert Gordon - soprannominato il "mago di Gordonstoun" - nel XVII secolo.
Il Principe Filippo ha studiato lì, così come suo figlio Re Carlo III.